# Усть-полуйская культура
Усть-Полу́йская культура — археологическая культура железного века (IV век до н. э. — II век н. э.). Памятники культуры расположены в Ямало-Ненецком автономном округе на полуострове Ямал. Культурообразующий памятник — древнее святилище Усть-Полуй на реке Полуй, обнаруженное в 1932 году в 4 км от Салехарда.

## Культура
Представители культуры жили в укреплённых посёлках, состоявших из землянок. Орудия изготавливали из кости и камня, но известны были и бронзовые украшения, а также железные ножи. На раскопках поселений находят керамику в форме обломков сосудов на высоких конических поддонах, а также инструменты для плавки бронзы. Из оружия усть-полуйцам были известны лук и стрелы, лёгкое копьё и костяной гарпун.
Возможно, что усть-полуйская культура — северный вариант кулайской культуры.

## Хозяйство
Основное занятие охота и оседлое рыболовство. Усть-полуйцы ездили на собачьих упряжках. Изотопный анализ останков собак и человека с Усть-Полуя, живших в период 250—150 лет до н. э., показал, что люди кормили собак рыбой.

## Этническая принадлежность
Учёные предполагают, что усть-полуйцы говорили на палеоазиатских языках. Усть-полуйцы влились в состав ненцев, которые, возможно, называли аборигенов «сиртя».

## Галерея

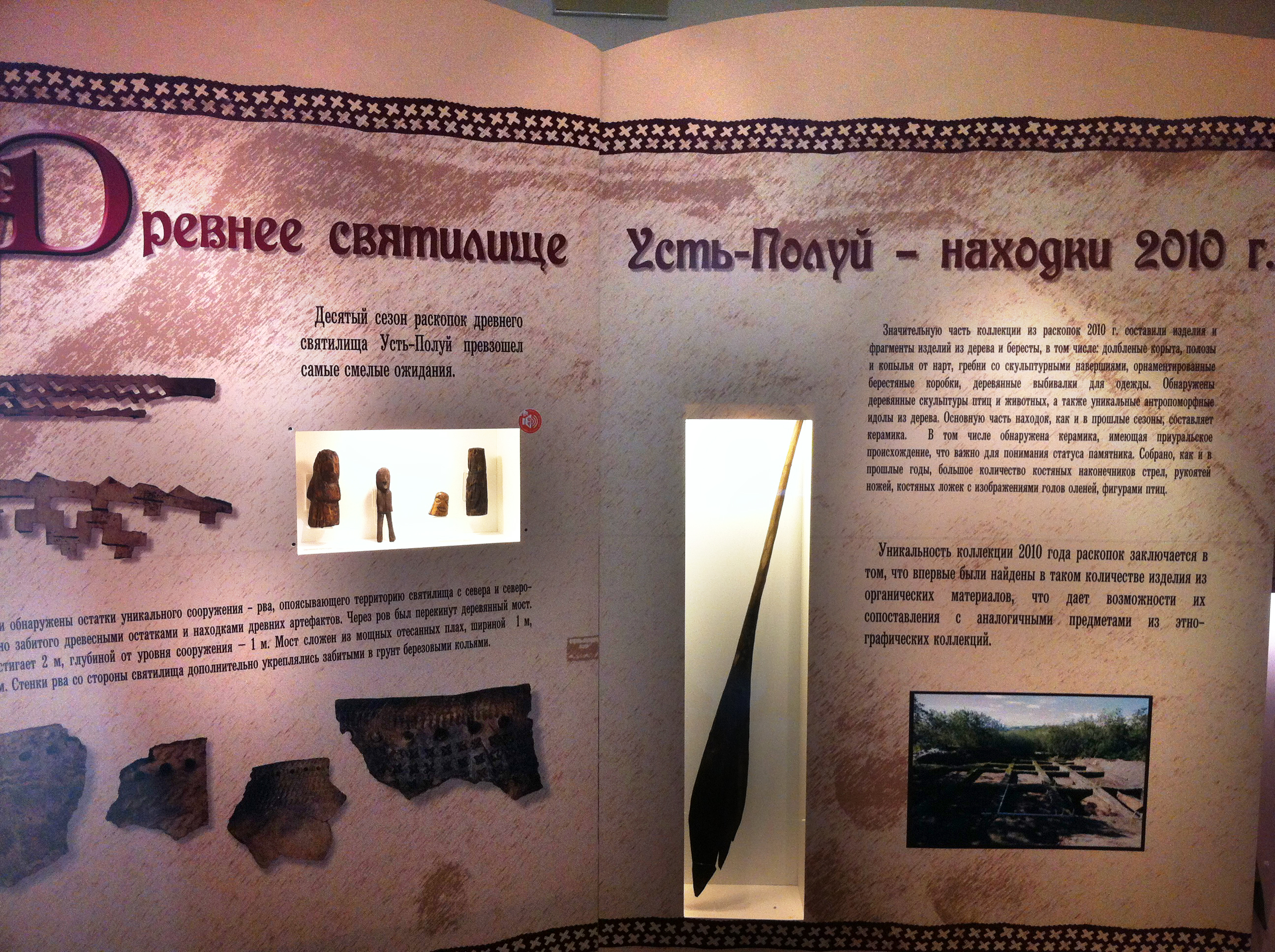
Древнее святилище Усть-Полуй. Находки 2010 года.
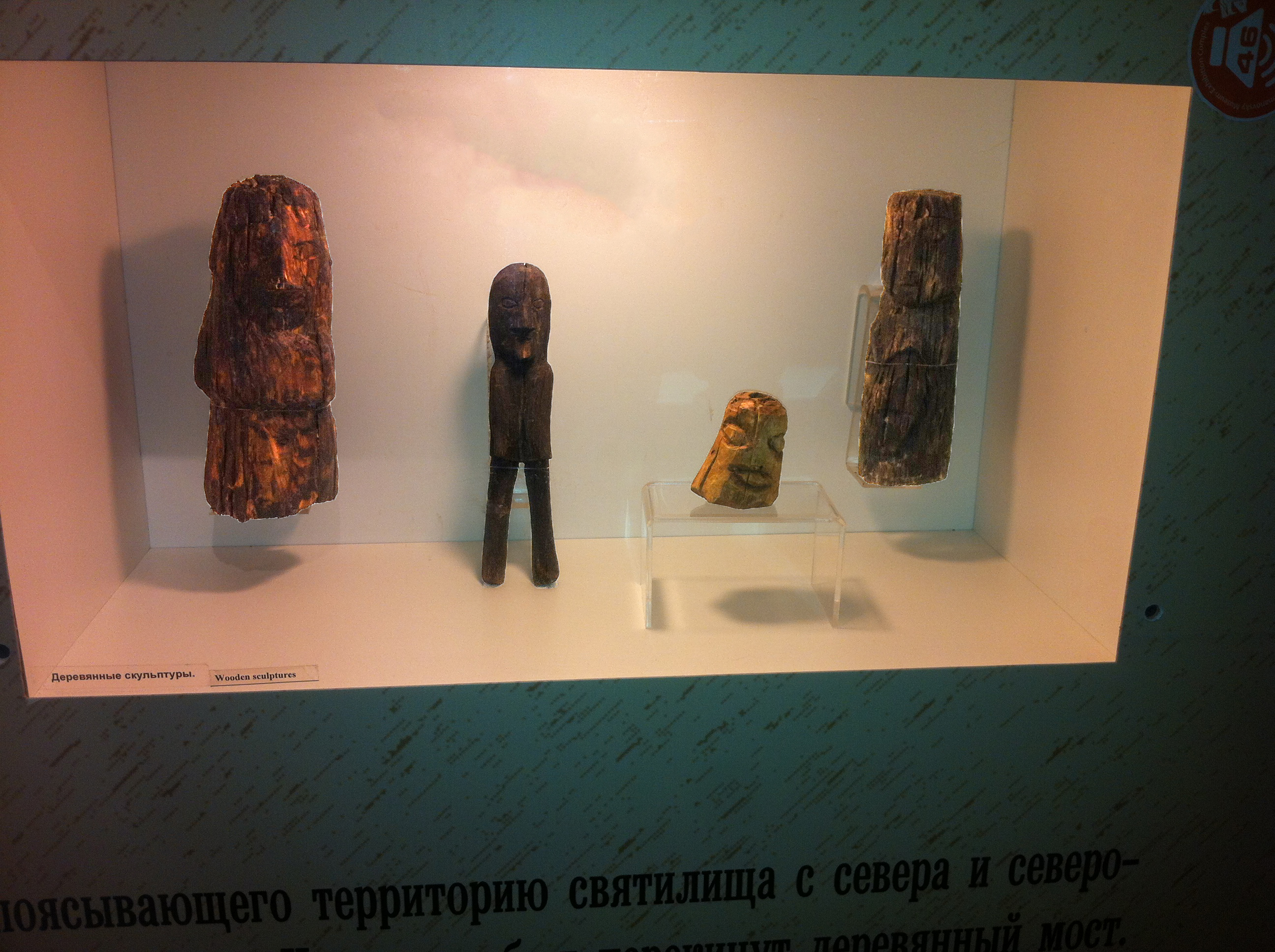
Древнее святилище Усть-Полуй. Находки 2010 года.
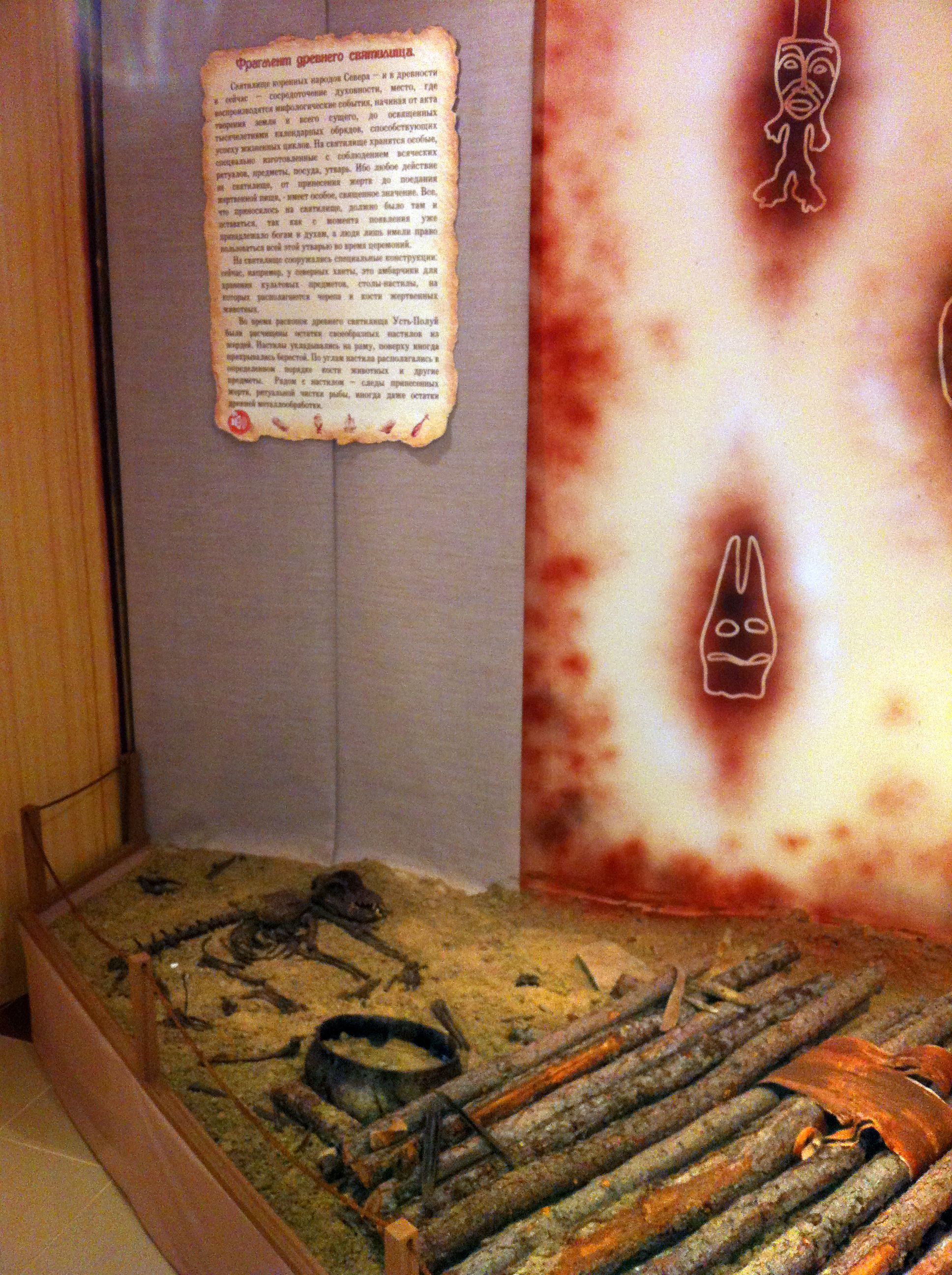
Фрагмент древнего святилища Усть-Полуй.
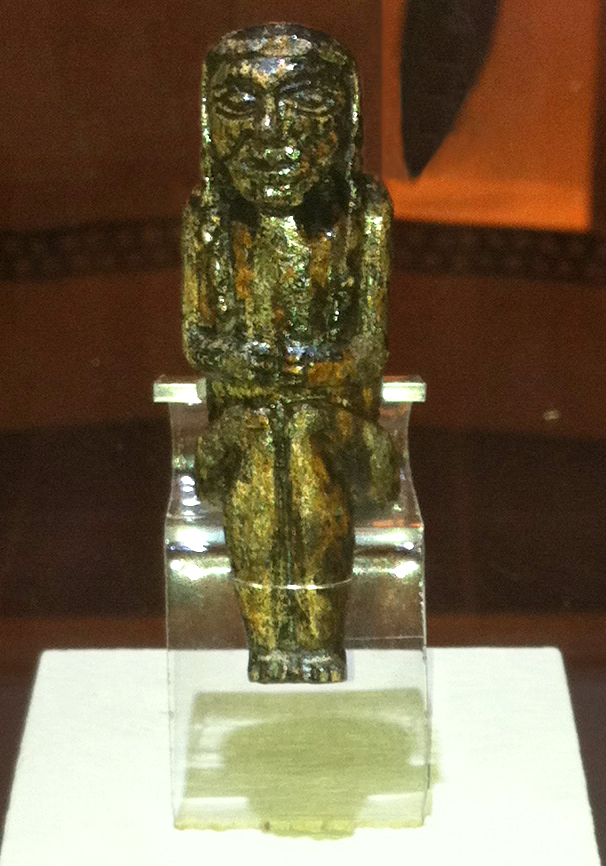
Фигурка человека из рога северного оленя. Древнее святилище Усть-Полуй.